# Zweibrückenstraße (München)
Die Zweibrückenstraße in München ist ein Teil der historischen Salzstraße durch die Stadt (zusammen mit der Neuhauser Straße, der Kaufingerstraße und dem Tal). Sie verbindet das Stadtzentrum mit der Isar und endet an den Isarkaistraßen Erhardtstraße  (nach Süden) und Steinsdorfstraße (nach Norden). Über die Isar führt die zweiteilige, durch die Museumsinsel (früher Kohleninsel) geteilte Ludwigsbrücke, der historisch älteste, mit der Stadtgründung (1158) im Zusammenhang stehende Isarübergang im Zentrum der Stadt.

## Nutzung
Durch die Zweibrückenstraße verkehren mehrere Straßenbahnlinien. Die „klassische Trasse“ der Münchner Schnellbahnen wurde nach langem Streit der Bahn überlassen. Die S-Bahn-Stammstrecke verläuft etwas nördlich der Straße unterhalb der nördlich anliegenden Häuserblocks. Der östliche Zugang zur S-Bahn-Station Isartor wird durch den Breiterhof (mit Einkaufspassage, Hausnr. 5–7) erreicht.

## Bebauung

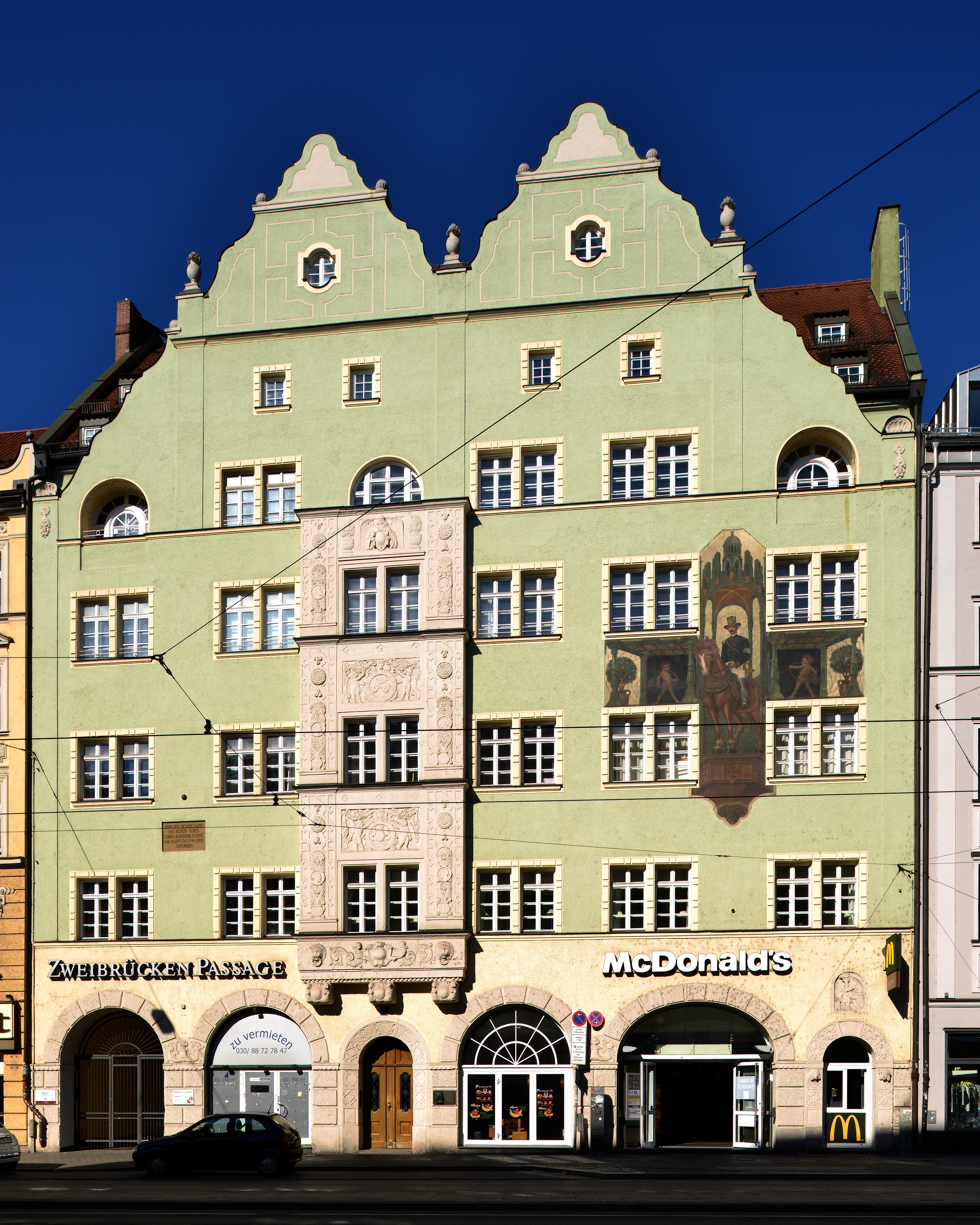
Zweibrückenstraße 8

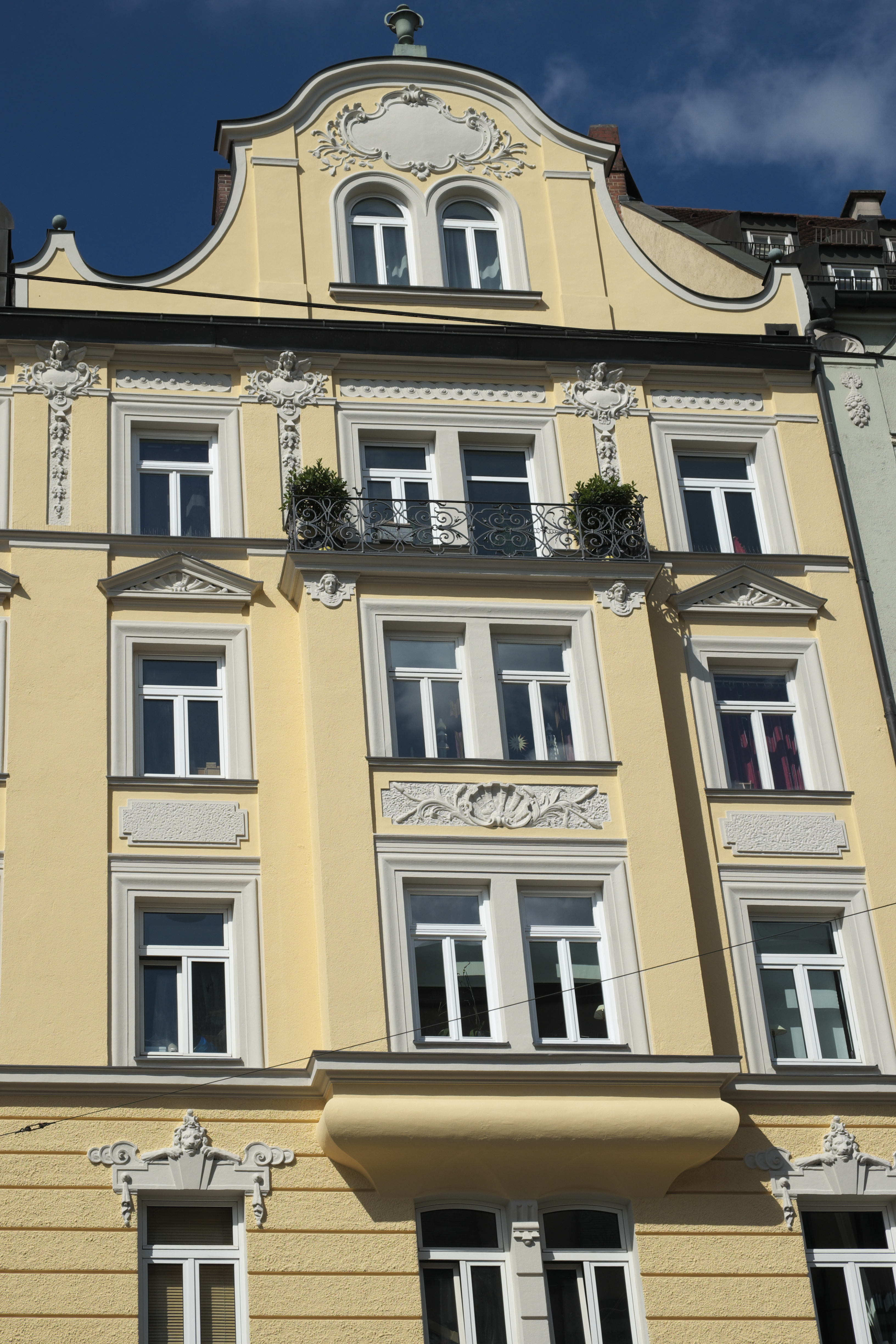
Zweibrückenstraße 10

An der Südseite der Straße liegen zwei denkmalgeschützte Gebäude:
- Hausnr. 8, ein stattlicher Bau aus dem Jahr 1903 (ehemals Gasthaus zum Postgarten; Geburtshaus von Shalom Ben-Chorin mit Gedenktafel).[1]
- Hausnr. 10, ein neubarockes, 1892/93 errichtetes Mietshaus.

Zwischen der Morassistraße und der Erhardtstraße steht heute (Hausnr. 12) das ab 1953 errichtete, blockhaft geschlossene  Atriumgebäude des Deutschen Patent- und Markenamts an der Stelle der ehemaligen, zuvor abgebrochenen Schwere-Reiter-Kaserne (Wiedergabe der Architekturform auf der Innenseite des Durchgangs vom Innenhof zur Zweibrückenstraße).
Die „Münchner Häuserliste“ führt noch folgende weitere Gebäude auf:
- Hausnr. 1: spätklassizistisches Eckhaus,
- Hausnr. 2: schlicht spätklassizistisches Eckhaus,
- Hausnr. 3: um 1860,
- Hausnr. 11: schlicht gehaltenes Eckhaus,
- Hausnr. 15: Neurenaissance, von H. Bürkel,
- Hausnr. 17: Neurenaissance,
- Hausnr. 19: 1892 von E. Seidl, stattliche Neubarockfront.

Nr. 11 wurde 2011 abgebrochen und durch einen Neubau ersetzt.